# Code postal aux Pays-Bas

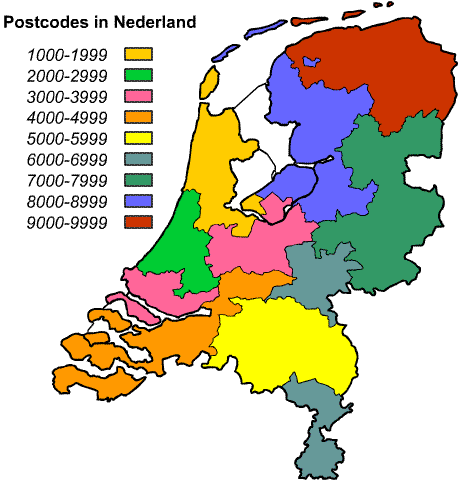
Carte de la répartition des codes postaux aux Pays-Bas

Aux Pays-Bas, le code postal se compose de quatre chiffres suivi de deux lettres majuscules. Dans la graphie officielle, les lettres sont séparées des chiffres par une espace. Les chiffres indiquent la ville, le village ou le quartier, les lettres permettent de préciser davantage et d'indiquer la rue ou la partie de rue. Une combinaison de chiffres est toujours unique pour une localité donnée ; la combinaison chiffres+lettres est toujours unique pour une rue donnée (sauf rares exceptions). Il existe des combinaisons de chiffres indiquant une seule rue. Une zone postale (donc une combinaison unique de 4 chiffres) se trouve toujours à l'intérieur d'une commune ; si un village se situe à cheval entre deux communes, il disposera de plusieurs codes postaux.
Les codes postaux ont été introduits en 1978. Jusqu'en 2005, les lettres F, I, O, Q, U et Y n'étaient pas utilisées pour des raisons techniques de reconnaissance automatique, mais comme pour un certain nombre de zones postales toutes les combinaisons ont été utilisées, on commence à les utiliser. Les combinaisons SA, SD et SS ne sont pas utilisées pour des raisons historiques liées à la Seconde Guerre mondiale.
Les codes postaux se terminant en 0 indiquent systématiquement des boîtes postales (sauf le code postal 1060 (Amsterdam), qui est également utilisé pour des adresses normales). Pour certaines grandes villes, toute la série xx00-xx09 est réservée pour les boîtes postales.
Le premier code postal, 1000 AA indique donc des boîtes postales à Amsterdam. Pour les adresses, le premier code postal néerlandais est le 1011 AA, indiquant le De Ruijterkade, derrière la gare centrale. Le dernier code postal néerlandais est le 9999 XL à Stitswerd en Groningue.
La combinaison code postal + numéro de maison est toujours unique. Elle suffit pour identifier une adresse ; pendant un moment, ce double code a été utilisé comme identifiant des vélos, comme mesure de dissuasion de vols de vélo.

## Liste des codes postaux par région
| - 10xx Amsterdam - 11xx Amsterdam - 12xx Hilversum - 13xx Almere - 14xx Bussum - 15xx Zaanstad - 16xx Enkhuizen - 17xx Heerhugowaard - 18xx Alkmaar - 19xx Castricum - 20xx Haarlem - 21xx Heemstede - 22xx Noordwijk - 23xx Leyde - 24xx Alphen-sur-le-Rhin - 25xx La Haye - 26xx Delft - 27xx Zoetermeer - 28xx Gouda - 29xx Capelle aan den IJssel - 30xx Rotterdam - 31xx Schiedam - 32xx Spijkenisse - 33xx Dordrecht - 34xx IJsselstein - 35xx Utrecht - 36xx Maarssen - 37xx Zeist - 38xx Amersfoort - 39xx Veenendaal | - 40xx Tiel - 41xx Culembourg - 42xx Gorinchem - 43xx Zierikzee - 44xx Yerseke - 45xx Oostburg - 46xx Berg-op-Zoom - 47xx Rosendael - 48xx Bréda - 49xx Oosterhout - 50xx Tilbourg - 51xx Sittard - 52xx Bois-le-Duc - 53xx Zaltbommel - 54xx Uden - 55xx Veldhoven - 56xx Eindhoven - 57xx Helmond - 58xx Venray - 59xx Venlo - 60xx Weert - 61xx Echt - 62xx Maestricht - 63xx Fauquemont - 64xx Heerlen - 65xx Nimègue - 66xx Wijchen - 67xx Wageningue - 68xx Arnhem - 69xx Zevenaar | - 70xx Doetinchem - 71xx Winterswijk - 72xx Zutphen - 73xx Apeldoorn - 74xx Deventer - 75xx Enschede - 76xx Almelo - 77xx Dedemsvaart - 78xx Emmen - 79xx Hoogeveen - 80xx Zwolle - 81xx Raalte - 82xx Lelystad - 83xx Emmeloord - 84xx Gorredijk - 85xx Joure - 86xx Sneek - 87xx Bolsward - 88xx Franeker - 89xx Leuvarde - 90xx Grouw - 91xx Dokkum - 92xx Drachten - 93xx Roden - 94xx Assen - 95xx Stadskanaal - 96xx Hoogezand - 97xx Groningue - 98xx Zuidhorn - 99xx Appingedam |

- Voir aussi : Liste des localités des Pays-Bas par code postal